# Équipe du Guatemala de football
Cet article traite de l'équipe masculine. Pour l'équipe féminine, voir Équipe du Guatemala de football féminin.
Maillots
L’Équipe du Guatemala de football (en espagnol Selección de fútbol de Guatemala) représente le Guatemala dans les compétitions de football. Elle est sous l'égide de la Fédération du Guatemala de football, fondée en 1919, et fait partie de la CONCACAF.
La sélection guatémaltèque n'a jamais disputé une phase finale de Coupe du monde, mais elle s'est distinguée sur le plan continental en remportant la Coupe des nations de la CONCACAF 1967 et la Coupe UNCAF des Nations 2001.

## Histoire

### Les débuts du Guatemala (1921-1961)
Le premier match officiel du Guatemala est joué à Tegucigalpa, le 14 septembre 1921, contre le Honduras et se solde par un score sans appel de 10 buts à 1, ce qui constitue aussi la plus large victoire de l'équipe. Vingt-cinq ans plus tard, le pays devient membre de la FIFA, en 1946. La plus large défaite des Chapines a eu lieu à San José, contre le Costa Rica, le 24 juillet 1955 avec un score très lourd de 9 buts à 1.
Le Guatemala participe pour la première fois aux éliminatoires de la Coupe du monde à l'occasion de l'édition 1958. Il est battu par le Costa Rica et les Antilles néerlandaises au 1er tour. En 1961, la Fédération guatémaltèque s'affilie à la CONCACAF.

### Des éliminatoires 1962 à la Gold Cup 1991
Durant les éliminatoires de la Coupe du monde 1962, l’équipe du Guatemala est battue au 1er tour par le Costa Rica et le Honduras. Après avoir raté les qualifications au Mondial 1966 en raison d'une inscription effectuée hors-délai, le Guatemala est sacré champion de la CONCACAF en 1967 au Honduras. Il avait été second, à domicile, lors de l'édition de 1965 et finira encore deuxième en 1969.
À l'occasion des qualifications à la Coupe du monde 1970, la sélection est devancée au 1er tour par Haïti et finit 2e devant Trinité-et-Tobago. Pour la Coupe du monde 1974, elle élimine le Salvador au 1er tour, mais finit 5e sur 6 du tour final, remporté par Haïti, seulement devant les Antilles néerlandaises. Pour la Coupe du monde 1978, elle termine première au 1er tour, devant le Salvador, le Costa Rica et le Panama, mais finit 5e sur 6 du tour final, remporté par le Mexique, juste devant le Suriname. Lors des éliminatoires de la Coupe du monde 1982, le Guatemala est éliminé dès le 1er tour devancé par le Honduras et le Salvador. Pour la Coupe du monde 1986, il est éliminé au 1er tour devancé par le Canada et finissant 2e devant Haïti. Enfin durant les qualifications à la Coupe du monde 1990, il bat Cuba au 1er tour, puis le Canada au 2e tour mais finit 4e sur 5 au tour final, juste devant le Salvador, mais derrière Trinité-et-Tobago, les États-Unis et le Costa Rica (champion du groupe).
À la Gold Cup 1991, le Guatemala est battu au 1er tour par le Costa Rica (0-2) et les États-Unis (0-3) mais bat Trinité-et-Tobago (1-0, but de Luis Espel). L'année suivante, lors des qualifications à la World Cup USA 1994, les Chapines sont éliminés dès le 1er tour par le Honduras (0-0 puis 2-0).

### De la Gold Cup 1996 à la Coupe UNCAF 2001
Au 1er tour de la Gold Cup 1996, l’équipe du Guatemala est défaite par le Mexique (0-1) mais bat Saint-Vincent-et-les-Grenadines (3-0, buts d’Edwin Westphal, de Martín Machón et de Juan Manuel Funes). En demi-finale, elle est à nouveau battue par le Mexique (0-1), puis par les États-Unis (0-3) lors du match pour la 3e place. C’est jusqu'à présent la meilleure performance du Guatemala en Gold Cup.
Durant la phase de groupes de la Gold Cup 1998, le Guatemala fait deux matchs nuls contre le Salvador (0-0) et contre le Brésil (1-1, but de Juan Carlos Plata) et perd contre la Jamaïque (2-3, buts de Juan Carlos Plata et d’Edwin Westphal). Durant les éliminatoires de la Coupe du monde 1998, il élimine le Nicaragua au 1er tour, et termine 3e sur 4 lors du second tour derrière les États-Unis et le Costa Rica mais devant Trinité-et-Tobago.
À la Gold Cup 2000, l’équipe du Guatemala perd au 1er tour contre Trinité-et-Tobago (2-4, buts de Guillermo Ramírez et de Juan Carlos Plata) mais tient en échec le Mexique (1-1, but d’Erick Miranda).
Lors de la Coupe UNCAF des Nations 2001 disputée au Honduras, en phase de poule, l’équipe entraînée par le sélectionneur uruguayen Julio César Cortés concède deux matchs nuls contre le Belize (3-3) et le Costa Rica (1-1) et se qualifie pour la 2e phase. Au tour final, après un piètre match nul contre le Salvador (0-0), le Guatemala bat le Panama (3-1) et le Costa Rica (2-0), ce qui lui permet de terminer 1er et de gagner le tournoi en se qualifiant au passage pour la Gold Cup 2002. Le meilleur buteur guatémaltèque de la compétition est Freddy García avec 3 buts.

### Des éliminatoires 2002 à la Coupe UNCAF 2009
Lors des qualifications à la Coupe du monde 2002, l’équipe du Guatemala termine 2e lors du 1er tour, derrière le Salvador, devant le Belize puis bat en barrages Antigua-et-Barbuda. Lors du 2e tour le Guatemala termine 2e ex æquo derrière les États-Unis, devant la Barbade à égalité avec le Costa Rica. Le Costa Rica et le Guatemala finirent à égalité dans tous les critères, un fait rare (buts marqués, buts encaissés, même différence de buts, pas de vainqueur lors des confrontations directes). Donc un match de barrage sur terrain neutre fut joué à Miami, le 6 janvier 2001, pour déterminer lequel d'entre les deux accéderait au tour final. Malheureusement, le Guatemala perdit ce barrage contre le Costa Rica (2-5).
À la Gold Cup 2002, le Guatemala perd à deux reprises contre le Salvador (0-1) et le Mexique (1-3, but de Juan Carlos Plata) au 1er tour. À la Gold Cup 2003, il fait un match nul contre la Colombie (1-1, but de Carlos Ruiz) et perd contre la Jamaïque (0-2) au 1er tour. Durant la Gold Cup 2005, la sélection guatémaltèque fait match nul contre l’Afrique du Sud (1-1, but de Gonzalo Romero) et perd contre la Jamaïque (3-4, triplé de Carlos Ruiz) et contre le Mexique (0-4). À la Gold Cup 2007, le Guatemala bat le Salvador (1-0, but de José Manuel Contreras), fait match nul contre Trinité-et-Tobago (1-1, but de Carlos Ruiz) et perd contre les États-Unis (0-1) au 1er tour, puis est battu en quarts de finale par le Canada (0-3).
Durant les éliminatoires de la Coupe du monde 2006, le Guatemala élimine le Suriname au 1er tour, termine deuxième au second tour, derrière le Costa Rica, mais devant le Honduras et le Canada. Lors du dernier tour l'équipe termine 5e sur 6, devant le Panama. Malgré une bonne campagne (11 points glanés) cela s'avéra insuffisant pour se hisser à la 4e place qualificative à un barrage avec le 5e de l'AFC. Finalement ce fut Trinité-et-Tobago qui, via ce barrage, s'octroya le dernier billet pour le mondial allemand.
Lors des qualifications à la Coupe du monde 2010, le Guatemala bat Sainte-Lucie au second tour, puis est reversé dans le groupe des États-Unis, Cuba et Trinité-et-Tobago. Mais le Guatemala terminera 3e de ce groupe derrière les États-Unis et Trinité-et-Tobago (déjà bourreau du Guatemala en qualifications pour la Coupe du monde 2006) et rata ainsi sa qualification.
La Coupe UNCAF des Nations 2009 s'avéra aussi un échec et après deux défaites face au Costa Rica (1-3) et au Panama (0-1), le Guatemala concéda une défaite inespérée face au modeste Nicaragua (0-2) avec deux buts du Nicaraguayen Samuel Wilson.

### De la Gold Cup 2011 à la suspension de la FIFA en 2016
Le 12 juillet 2010, la Fédération du Guatemala de football nomma le Paraguayen Ever Almeida à la tête de la sélection avec pour objectif une qualification à la Coupe du monde 2014, au Brésil. Lors de la Gold Cup 2011 il se hissa avec la sélection jusqu'en quarts de finale et fut battu par le Mexique (1-2). Au 2e tour des qualifications pour le mondial 2014, le Guatemala survola le groupe 5 composé aussi de Saint-Vincent-et-les-Grenadines, Grenade et le Belize avec 6 victoires en 6 matches. Lors du 3e tour dans un groupe avec les États-Unis, la Jamaïque et Antigua-et-Barbuda le Guatemala se montra à la hauteur avec 3 victoires (dont une historique face à la Jamaïque 2-1 pour la 1re fois) mais dut se résigner à une élimination prématurée en raison d'une différence de buts défavorable (+1 contre +3 pour les Jamaïcains).
La Coupe UNCAF des nations 2013 se solda par un échec cuisant (2 nuls face à des adversaires moins huppés comme le Belize (0-0) et le Nicaragua (1-1) puis un nouveau match nul face au pays hôte, le Costa Rica (1-1)). Une défaite lors du match de barrage pour la 5e place face au Panama (1-3) confirma l'élimination du Guatemala pour le tournoi continental (Gold Cup 2013). Ever Almeida quitta la sélection sous le feu des critiques. Remplacé par un sélectionneur intérimaire, Víctor Hugo Monzón, qui a perdu 3 des 4 matches qu'il a dirigé, il a lui-même été débarqué. La Fédération guatémaltèque annonça le nom du Chilien Sergio Pardo pour un intérim d'un seul match, le 6 septembre 2013 face au Japon, qui s'est soldé par une défaite 0-3.
Le 21 mai 2014, la Fédération guatemaltèque intronisa l'Argentin Iván Sopegno comme nouveau sélectionneur national. Ses débuts furent prometteurs puisqu'il mena le Guatemala en finale de la Coupe UNCAF des nations 2014 après trois victoires de suite au 1er tour face au Salvador (2-1), au Belize (2-1) et au Honduras (2-0). Cependant les Chapines s'inclinèrent devant le Costa Rica (1-2) en finale. Malgré tout cette bonne campagne leur permit à la fois de faire un bond de 77 places au classement FIFA (57e au mois de septembre 2014) et surtout de se qualifier pour la Gold Cup 2015. La suite est moins glorieuse puisque le Guatemala arrache in extremis sa qualification au 3e tour préliminaire du Mondial 2018 (0-0 puis 1-0 face aux Bermudes) avant de succomber dès le 1er tour de la Gold Cup 2015 après deux défaites face à Trinité-et-Tobago (1-3) et Cuba (0-1), malgré un bon match nul obtenu en infériorité numérique contre le Mexique (0-0). En septembre 2015, le Guatemala doit encore batailler pour éliminer Antigua-et-Barbuda à l'occasion du 3e tour préliminaire des éliminatoires à la Coupe du monde 2018, en remontant une défaite initiale à St. John's (2-1 sur l'ensemble des deux matchs).
Malgré cette qualification pour le 4e tour des éliminatoires 2018, Sopegno quitte la sélection du Guatemala en décembre 2015. Il est remplacé un mois plus tard par Walter Claverí, qui frappe un grand coup pour son premier match puisque le Guatemala bat les États-Unis, le 25 mars 2016, pour la première fois en match de qualification de la Coupe du monde. La suite est moins heureuse car les Guatémaltèques ne peuvent franchir ce tour préliminaire en terminant à la troisième place du groupe, derrière les Américains et Trinité-et-Tobago, équipe qui les avait battus 1-2 au Stade Mateo Flores lors de la 1re journée, résultat qui élimina in fine le Guatemala.
Le 28 octobre 2016, le Guatemala, dont la fédération est en conflit avec la FIFA, est suspendu de toute compétition internationale. Quelques jours plus tard, le sélectionneur Walter Claverí, qui avait été prolongé jusqu'en juillet 2017, est obligé de quitter son poste. Cette suspension a des conséquences sportives fâcheuses puisque le Guatemala est exclu de la Copa Centroamericana 2017 et par ricochet de la Gold Cup 2017 dont la qualification est déterminée par les résultats obtenus lors de la première compétition.

### Depuis 2018
Le 31 mai 2018, la FIFA décide de lever la suspension internationale pesant sur le Guatemala, privé depuis 18 mois de toute compétition internationale.

## Sélection actuelle

### Appelés récemment
Les joueurs suivants ne font pas partie du dernier groupe appelé mais ont été retenus en équipe nationale lors des 12 derniers mois.
| Pos. | Nom                    | Date de naissance | Sél. | Buts | Club (au moment de leur dernière convocation) | Dernier appel                  |
| ---- | ---------------------- | ----------------- | ---- | ---- | --------------------------------------------- | ------------------------------ |
| A    | Carlos Mejía           | 13 novembre 1991  | 54   | 8    | Comunicaciones                                | vs Uruguay, 2 septembre 2024   |
| G    | Kevin Moscoso          | 13 juin 1993      | 5    | 0    | Deportivo Mixco                               | vs Costa Rica, 16 octobre 2024 |
| D    | Kevin Ruiz             | 18 février 1995   | 11   | 0    | CSD Xelaju                                    | vs Costa Rica, 16 octobre 2024 |
| D    | Jeshua Urizar          | 19 octobre 2004   | 2    | 0    | Deportivo Mixco                               | vs Costa Rica, 16 octobre 2024 |
| G    | Fredy Pérez            | 9 décembre 1994   | 8    | 0    | Comunicaciones                                | vs Guyana, 26 mars 2025        |
| D    | Allen Yanes            | 4 juillet 1997    | 19   | 1    | Deportivo Mixco                               | vs Guyana, 26 mars 2025        |
| M    | Alejandro Galindo      | 5 mars 1992       | 58   | 8    | CSD Municipal                                 | vs Guyana, 26 mars 2025        |
| A    | José Martínez          | 10 octobre 1997   | 28   | 4    | CSD Municipal                                 | vs Guyana, 26 mars 2025        |
| M    | Marco Domínguez        | 25 février 1996   | 22   | 0    | Comunicaciones                                | vs Salvador, 31 mai 2025       |
| A    | Nathaniel Mendez-Laing | 15 avril 1992     | 19   | 0    | Milton Keynes Dons                            | vs Jamaïque, 11 juin 2025      |

## Résultats

### Classement FIFA
| Année              | 1993 | 1994 | 1995 | 1996 | 1997 | 1998 | 1999 | 2000 | 2001 | 2002 | 2003 | 2004 | 2005 | 2006 | 2007 | 2008 | 2009 | 2010 | 2011 | 2012 | 2013 | 2014 | 2015 | 2016 | 2017 | 2018 | 2019 | 2020 |
| ------------------ | ---- | ---- | ---- | ---- | ---- | ---- | ---- | ---- | ---- | ---- | ---- | ---- | ---- | ---- | ---- | ---- | ---- | ---- | ---- | ---- | ---- | ---- | ---- | ---- | ---- | ---- | ---- | ---- |
| Classement mondial | 120  | 149  | 145  | 105  | 83   | 73   | 73   | 56   | 67   | 78   | 77   | 71   | 56   | 105  | 106  | 109  | 121  | 118  | 90   | 80   | 113  | 72   | 94   | 79   | 129  | 149  | 130  | 131  |

### Palmarès
Le tableau suivant résume le palmarès de la sélection guatémaltèque en compétitions officielles. Il se compose de deux titres : un en Coupe des nations de la CONCACAF 1967 et un en Coupe UNCAF des nations 2001.
| Coupe des nations de la CONCACAF                                                                                   | Coupe UNCAF des nations |
| --- | --- |
| - Coupe des nations de la CONCACAF/ Gold Cup (18 participations) : - Vainqueur : 1967. - Finaliste : 1965 et 1969. | - Coupe UNCAF des nations (12 participations) : - Vainqueur : 2001. - Finaliste : 1995, 1997, 1999, 2003 et 2014. - 3e place : 1991, 2005 et 2007. |

### Parcours en Coupe du monde
| Année | Position      |      | Année         | Position |                        | Année | Position |
| 1930  | Non inscrite  | 1974 | Non qualifiée | 2010     | Non qualifiée          |       |          |
| 1934  | Non inscrite  | 1978 | Non qualifiée | 2014     | Non qualifiée          |       |          |
| 1938  | Non inscrite  | 1982 | Non qualifiée | 2018     | Non qualifiée          |       |          |
| 1950  | Non inscrite  | 1986 | Non qualifiée | 2022     | Non qualifiée          |       |          |
| 1954  | Non inscrite  | 1990 | Non qualifiée | 2026     | Éliminatoires en cours |       |          |
| 1958  | Non qualifiée | 1994 | Non qualifiée | 2030     | À venir                |       |          |
| 1962  | Non qualifiée | 1998 | Non qualifiée | 2034     | À venir                |       |          |
| 1966  | Non inscrite  | 2002 | Non qualifiée |          |                        |       |          |
| 1970  | Non qualifiée | 2006 | Non qualifiée |          |                        |       |          |

### Parcours en Gold Cup
| Année | Position          |      | Année             | Position |                       | Année | Position |
| 1963  | 1er tour          | 1991 | 1er tour          | 2011     | Quarts de finale      |       |          |
| 1965  | Finaliste         | 1993 | Non inscrit       | 2013     | Tour préliminaire     |       |          |
| 1967  | Vainqueur         | 1996 | Demi-finale (4e)  | 2015     | 1er tour              |       |          |
| 1969  | Finaliste         | 1998 | 1er tour          | 2017     | Suspendue par la FIFA |       |          |
| 1971  | Tour préliminaire | 2000 | 1er tour          | 2019     | Non inscrit           |       |          |
| 1973  | Cinquième         | 2002 | 1er tour          | 2021     | 1er tour              |       |          |
| 1977  | Cinquième         | 2003 | 1er tour          | 2023     | Quarts de finale      |       |          |
| 1981  | Tour préliminaire | 2005 | 1er tour          | 2025     | Demi-finale           |       |          |
| 1985  | 1er tour          | 2007 | Quarts de finale  |          |                       |       |          |
| 1989  | Quatrième         | 2009 | Tour préliminaire |          |                       |       |          |

### Parcours en Ligue des nations
| Édition   | Ligue | Phase de groupes | Phase de groupes | Phase de groupes | Phase de groupes | Phase de groupes | Phase de groupes | Phase de groupes | Phase finale | Phase finale | Phase finale | Phase finale | Phase finale | Phase finale | Phase finale | Phase finale |
| Édition   | Ligue | Class.           | M                | V                | N                | D                | BM               | BE               | Pays hôte    | Résultat     | M            | V            | N            | D            | BM           | BE           |
| --------- | ----- | ---------------- | ---------------- | ---------------- | ---------------- | ---------------- | ---------------- | ---------------- | ------------ | ------------ | ------------ | ------------ | ------------ | ------------ | ------------ | ------------ |
| 2019-2020 | C     | 1/3              | 4                | 4                | 0                | 0                | 25               | 0                | 2020         | Inéligible   | Inéligible   | Inéligible   | Inéligible   | Inéligible   | Inéligible   | Inéligible   |
| 2022-2023 | B     | 1/4              | 6                | 4                | 1                | 1                | 11               | 4                | 2023         | Inéligible   | Inéligible   | Inéligible   | Inéligible   | Inéligible   | Inéligible   | Inéligible   |
| 2023-2024 | A     | 4/6              | 4                | 1                | 1                | 2                | 5                | 7                | 2024         | Non qualifié | Non qualifié | Non qualifié | Non qualifié | Non qualifié | Non qualifié | Non qualifié |
| 2024-2025 | A     | 3/6              | 4                | 2                | 1                | 1                | 6                | 5                | 2025         | Non qualifié | Non qualifié | Non qualifié | Non qualifié | Non qualifié | Non qualifié | Non qualifié |
| 2026-2027 | A     | /6               | 0                | 0                | 0                | 0                | 0                | 0                | 2027         | A venir      | A venir      | A venir      | A venir      | A venir      | A venir      | A venir      |
| Total     | Total | Total            | 18               | 11               | 3                | 4                | 47               | 16               | Total        | Total        | 0            | 0            | 0            | 0            | 0            | 0            |

### Coupe UNCAF des nations / Copa Centroamericana (1991-2017)
- 1991 :  3e
- 1993 : Non inscrite
- 1995 :  2e
- 1997 :  2e
- 1999 :  2e
- 2001 :  Vainqueur
- 2003 :  2e
- 2005 :  3e
- 2007 :  3e
- 2009 : 6e
- 2011 : 5e
- 2013 : 6e
- 2014 :  2e
- 2017 : Suspendue par la FIFA

### Coupe CCCF (1941-1961)
- 1941 : Non inscrite
- 1943 :  2e
- 1946 :  2e
- 1948 :  2e
- 1951 : Forfait
- 1953 :  3e
- 1955 : Abandon
- 1957 : Forfait
- 1960 : Forfait
- 1961 : 1er tour

## Personnalités historiques de l'équipe du Guatemala

### Sélectionneurs
| Rang | Nom                    | Période   |
| ---- | ---------------------- | --------- |
| 1    | Roberto Figueredo      | 1930      |
| 2    | Günther Edelman        | 1934      |
| 3    | Jimmy Elliott          | 1935      |
| 4    | Manuel Carrera         | 1943      |
| 5    | Juan Aguirre           | 1946      |
| 6    | J. Aguirre, M. Carrera | 1946      |
| 7    | José Cevasco           | 1948      |
| 8    | Natalio Palomini       | 1950      |
| 9    | Juan Aguirre           | 1953      |
| 10   | Alfredo Cuevas         | 1955-1957 |
| 11   | José Casés             | 1960      |
| 12   | José Cevasco           | 1961      |
| 13   | Lorenzo Ausina         | 1963      |
| 14   | César Viccino          | 1965      |
| 15   | Rubén Amorín           | 1967      |
| 16   | César Viccino          | 1968-1969 |
| 17   | Lorenzo Ausina         | 1969      |
| 18   | Carmelo Faraone        | 1971      |

| Rang | Nom                 | Période   |
| ---- | ------------------- | --------- |
| 19   | Afro Geronazzo      | 1971-1972 |
| 20   | Rubén Amorín        | 1972      |
| 21   | Néstor Valdés       | 1973      |
| 22   | Rubén Amorín        | 1976      |
| 23   | Carlos Cavagnaro    | 1976      |
| 24   | Carlos Wellman      | 1977      |
| 25   | José Romero         | 1979      |
| 26   | Rubén Amorín        | 1980      |
| 27   | Carlos Cavagnaro    | 1983      |
| 28   | Dragoslav Šekularac | 1984-1985 |
| 29   | Julio César Cortés  | 1987      |
| 30   | Jorge Roldán        | 1988      |
| 31   | Rubén Amorín        | 1989-1990 |
| 32   | Haroldo Cordón      | 1991      |
| 33   | Miguel Brindisi     | 1992      |
| 34   | Jorge Roldán        | 1995      |
| 35   | Horacio Cordero     | 1996      |
| 36   | Ramón Verón         | 1996      |

| Rang | Nom                     | Période     |
| ---- | ----------------------- | ----------- |
| 37   | Miguel Brindisi         | 1997-1998   |
| 38   | Carlos Bilardo          | 1998        |
| 39   | Benjamín Monterroso     | 1999        |
| 40   | Carlos Miloc            | 2000        |
| 41   | Julio César Cortés      | 2000-2003   |
| 42   | Victor Aguado           | 2003        |
| 43   | Ramón Maradiaga         | 2004-2005   |
| 44   | Hernán Darío Gómez      | 2006-2008   |
| 45   | Ramón Maradiaga         | 2008        |
| 46   | Benjamín Monterroso     | 2008-2009   |
| 47   | Ever Almeida            | 2010-2013   |
| 48   | Víctor Hugo Monzón      | 2013        |
| 49   | Sergio Pardo            | 2013        |
| 50   | Iván Sopegno            | 2014-2015   |
| 51   | Walter Claverí          | 2016        |
| 52   | Walter Claverí          | 2018-2019   |
| 53   | Amarini Villatoro       | 2019-2021   |
| 54   | Rafael Loredo (intérim) | 2021        |
| 55   | Luis Fernando Tena      | depuis 2021 |

### Joueurs

#### Joueurs les plus capés et meilleurs buteurs
Mise à jour le 12 juillet 2025.
| #  | Joueur                | Période   | Sélections | Buts |
| -- | --------------------- | --------- | ---------- | ---- |
| 1  | Carlos Ruiz           | 1998-2016 | 133        | 68   |
| 2  | Guillermo Ramírez     | 1997-2012 | 106        | 16   |
| 3  | Gustavo Cabrera       | 2000-2012 | 104        | 2    |
| 4  | Fredy Thompson        | 2001-2015 | 96         | 3    |
| 5  | Juan Carlos Plata     | 1996-2010 | 87         | 35   |
| 6  | Gonzalo Romero        | 2000-2012 | 83         | 9    |
| 7  | Julio Girón           | 1992-2006 | 82         | 0    |
| 8  | Edgar Estrada         | 1995-2003 | 80         | 0    |
| 8  | José Manuel Contreras | 2006-2021 | 80         | 5    |
| 10 | Mario Rodríguez       | 2003-2013 | 79         | 10   |

| #  | Joueur            | Période   | Buts | Sélections |
| -- | ----------------- | --------- | ---- | ---------- |
| 1  | Carlos Ruiz       | 1998-2016 | 68   | 133        |
| 2  | Juan Carlos Plata | 1996-2006 | 35   | 87         |
| 3  | Freddy García     | 1998-2012 | 23   | 73         |
| 4  | Edwin Westphal    | 1985-1998 | 16   | 47         |
| 4  | Óscar Santis      | 2021-     | 16   | 48         |
| 4  | Dwight Pezzarossi | 2000-2012 | 16   | 72         |
| 4  | Guillermo Ramírez | 1997-2012 | 16   | 106        |
| 8  | Juan Manuel Funes | 1985-2000 | 15   | 66         |
| 9  | Rubio Rubin       | 2022-     | 13   | 35         |
| 10 | Darwin Lom        | 2020-     | 12   | 42         |